# بروکن بیت
بروکن بیت یا براک یک سبک موسیقی الکترونیک است که بر اساس ریتم سنکُپ محوری که غالباً در الگوی متریک ۴/۴ و همراه با ضرب‌های اسنیر یا صدای دست زدن گیج و تأکید شده تنظیم شده‌است، شناخته می‌شود.
هنرمندان این سبک عموماً دارای گرایش هائی به سبک‌های درام اند بیس، هاوس، هیپ هاپ، تکنو و اسید جاز هستند. بروکن بیت همچنین ریشه در موسیقی جز فیوژن دههٔ ۱۹۷۰ داشته و از آثار هنرمندانی همچون لونی لستون اسمیت، هربی هنکاک و جرج دوک تأثیر پذیرفته‌است.